# ألكس ميلان
ألكس ميلان (بالإسبانية: Álex Millán) هو لاعب كرة قدم إسباني، ولد في 7 نوفمبر 1999 في سرقسطة في إسبانيا.

## وصلات خارجية
- ألكس ميلان على موقع الاتحاد الأوربي (الإنجليزية)
- ألكس ميلان على موقع قاعدة بيانات كرة القدم.إي يو (الإنجليزية)
- ألكس ميلان على موقع Soccerway.com (الإنجليزية)
- ألكس ميلان على موقع عالم كرة القدم.نت (الإنجليزية)
- ألكس ميلان على موقع AS.com (الإسبانية)